# Nasza szkapa
Nasza szkapa – nowela Marii Konopnickiej. Jej pierwodruk ukazał się w 1890 roku w „Przeglądzie Literackim”, a następnie została wydana w zbiorze „Na drodze” w Krakowie w roku 1893.
Utwór ma formę wspomnień kilkunastoletniego Wicka Mostowiaka, który mieszka z rodzicami i braćmi (Felkiem i Piotrusiem) na warszawskim Powiślu, w jednej z najuboższych dzielnic Warszawy. Chłopiec w prostych słowach relacjonuje codzienne wydarzenia, które składają się na życie w nędznej kamienicy. Ojciec, piaskarz, w momencie rozpoczęcia akcji noweli stracił pracę i Mostowiakowie są zmuszeni wyprzedawać po trochu swój ubogi dobytek, by przetrwać.